# قهری
قهری نام یکی از طوایفی است که جد آنها به قهرمان خان قهری باز می‌گردد. خاندان‌های قهری و قهری صارمی از نوادگان قهرمان خان قهری می‌باشند. شایان ذکر است که خاندان قهری صارمی که از خویشان خاندان قهری است از آمیزش خاندان قهری با خاندان صارمی، که از نوادگان صارم السلطنه می‌باشند، حاصل شده‌است. اصلیت هر سه خاندان قهری، صارمی و قهری صارمی به شهر ملایر در استان همدان باز می‌گردد.